# Джемма Сіммонс (Marvel Comics)
Джемма Енн Сіммонс — вигаданий персонаж, який виник у Кіновсесвіті Marvel до появи в Marvel Comics. Персонаж, створений Джоссом Відоном, Джедом Відоном та Моуріссою Танчароен, вперше з’явився в пілотному епізоді «Агенти Щ.И.Т.» 2013 року, і його постійно зображала Елізабет Генстридж.
У серіалі Сіммонс є одним з провідних наукових уявлень ЩИТА. Хоча її досвід величезний, вона є особливо експертом у галузі біологічних наук. Багато її сюжетних ліній стосуються стосунків із найкращим другом, а згодом і чоловіком Лео Фітц. Протягом серіалу вона переростає від відносно молодого та недосвідченого вченого ЩИТА до одного з найстаріших агентів ЩИТА, також отримуючи значний досвід роботи на місцях. Її відрізняє від своїх колег прийняття дуже рішучих, а часом і холодно раціональних рішень у досягненні того, що вона вважає правильним.

## Біографія вигаданого персонажа
У першому сезоні Джемма Сіммонс потрапляє до команди агента SHIELD Філа Коулсона як спеціаліст з наук про життя (як людських, так і іноземних).  У неї тісний зв’язок з колегою-агентом Лео Фітц, з яким вона познайомилася в академії SHIELD, причому обидва були наймолодшими випускниками її підрозділу науки і техніки.   Ближче до кінця сезону Фіц та Сіммонс замикаються в медичному відділенні для безпеки від агента-зловмисника Гранта Уорда, який викидає цей апарат в океан.  Захоплені на дні океану, Фіц та Сіммонс надсилають сигнал лиха та розробляють керовану вибухівку, щоб здути вікна та втекти. Фіц змушує збентеженого Сіммонса взяти єдиний кисневий бак, сповідуючи свої почуття до неї. Він майже потонув після використання вибухівки, в той час як Сіммонс випливає на поверхню своїм несвідомим тілом, де їх рятує Нік Ф'юрі, який підхопив їх сигнал лиха. 
У другому сезоні, після підводного досвіду, Фіц бореться з технологіями та галюцинує присутність Сіммонса, який покинув ЩИТ трохи раніше через стан Фітца.  Однак згодом виявляється, що Сіммонс працює під прикриттям у рамках Гідри.  Її особу викрито, але начальник служби безпеки Hydra Боббі Морс, ще один агент SHIELD під прикриттям, рятує її, і Сіммонс возз'єднується з одужаючим Фітцем.  Ближче до кінця сезону, коли Фіц домовляється про побачення з Сіммонсом, зброя Крі під назвою "Моноліт", яка перебуває під охороною ЩИТА, звільняється від утримання та поглинає Сіммонса в собі. 
У третьому сезоні, Фітц набуває древній іврит прокручувати описує Моноліт, що споживаний Сіммонс як «смерть» івр. מות), яку Фіц не може прийняти. Невідомий йому Сіммонс живе на пустельній чужій планеті.  Фіц усвідомлює, що "Моноліт" - це портал, і за допомогою асгардіанця Еліота Рендольфа та агента ЩИТ Дейзі Джонсон зможе зайти на портал, знайде Сіммонса та зуміє врятувати її так само, як сила Дейзі знищує Моноліт. Сіммонс намагається пристосуватися до повернення на Землю і розповідає Фітцу про 4722 години, які вона провела на пустельній планеті.  Фіц і Сіммонс врешті закінчують свої стосунки.
У четвертому сезоні Сіммонс, як показано, зараз працює у найближчому оточенні директора ЩИТА Джеффрі Мейса і щодня проходить тести на детекторі брехні. Громадське схвалення Мейса було високим після його нібито героїки під час вибуху у Відні, але коли Сіммонс погрожує розкрити правду про його дії у Відні, він погоджується звільнити її від будь-яких тестів на виявлення брехні. 
У п'ятому сезоні невідома група захоплює Сіммонса та інших агентів ЩИТУ і транспортує їх на космічну станцію в майбутньому, за винятком Фіца  який приєднується до них пізніше через космічний корабель Хронікома Еноха після 74-річного стояння в стазисі..  Після повернення Сіммонса та команди в сьогодення  вона виходить заміж за Фіца на церемонії, організованій SHIELD, в той час як виявляється, що Дік Шоу, з якою Сіммонс познайомився в майбутньому і якось телепортувався до сьогодення, є її онуком.  Після того, як Фіц стає жертвою під час останньої битви Дейзі проти Глена Талбота, Сіммонс вирішує знайти сучасну версію Фітца, який досі перебуває в стазі на борту космічного корабля Еноха. 
У шостому сезоні Сіммонс безуспішно шукав Фіца протягом року.  Врешті-решт вона та Фіц возз'єднуються на планеті Кітсон, поки вбивця Малахі не відмовляється від Фіца.  Задля безпеки Фітц Сіммонс здається Атарі, колишньому начальнику Еноха, щоб вони вдвох могли придумати спосіб подорожі у часі, який Хрономіки мають намір використовувати.  Атара затримує Фітца та Сіммонса в їхніх власних думках, змушуючи їх працювати разом, з'ясовуючи логіку подорожей у часі. Дует в кінцевому рахунку звільнений Енохом, якому вдається перемогти Атару та інші хроніки. Потім тріо телепортується,  але знову опиняється на Кітсоні, де Фіца та Сіммонса рятує від страти Ізел, який допомагає їм повернутися на Землю, поки Енох прощається з ними.  Ізель вважає, що Фіц та Сіммонс складають змову проти неї, тому вона наказує екіпажу свого корабля їх ліквідувати. Зрештою обох врятовує команда на чолі з новим директором ЩИТА Маком і повертається на Землю.  Поки ЩИТ зупиняє Ізеля, Сіммонс та Фітц потрапляють у засідку Мисливців за Хроніком, але врятовує Енох, який допомагає їм досягти подорожей у часі, а також створює ЛМД Коулсона, щоб допомогти їм боротися з Мисливцями. 
У семи сезоні Сіммонс допомагає ЩИТУ подорожувати у часі, щоб зупинити хроніки від зміни історії.  По дорозі Дік виявляє, що Сіммонс має імплантат пам'яті, який блокує її знання про місцезнаходження Фіца, зберігаючи інформацію про подорож у часі.  Пізніше Сіммонса викрадає союзник "Хронікома" Натаніель Малік, який змушує її відмовитись від розташування Фіца, оскільки він є ключем до їх зупинки.  Коли вона відмовляється, Малік намагається використовувати машину пам'яті для пошуку спогадів Сіммонса, але він лише дізнається, що вони з Фітцом провели довгий час разом, перш ніж вона повернулася у минуле. Відпустивши її, він ненароком змушує її повністю забути Фіца.  Він доставляє її на корабель Chronicom, де інопланетяни розплавляють її імплантат пам'яті і планують, щоб її врятував ЩИТ, щоб зафіксувати її пам'ять за наказом лідера Chronicom Сібіли. Однак нетерплячий Малік мимоволі руйнує план, коли він посилає одного зі своїх аколітів напасти на рятувальників Сіммонса, який в кінцевому рахунку дозволяє їм врятуватися. Після перегрупування в сховищі ЩИТ, Сіммонс підсвідомо створює портальний пристрій, який приводить Фіц до них, незважаючи на пошкоджену пам'ять.  Повертаючись до їхньої хронології та допомагаючи відновити її пам’ять, Фіц допомагає Сіммонсу згадати, що Енох забрав їх, щоб вони могли побудувати машину часу і що у них народилася дочка Аля, перш ніж повернутися до своїх друзів Флінта та агента Пайпер і попросити їх охороняти Фіц та Аля, поки Сіммонс пішов з командою. Після поразки Сивіл та Натаніеля Фіц та Сіммонс піднімають Аля перед тим, як вийти з ЩИТУ, щоб підняти її. 

## Концепція та створення
У листопаді 2012 року Елізабет Генстридж отримала роль Джемми Сіммонс.  Вона описала свого персонажа як "експерта з біохімії. Вона молода і голодна, і вона чудова жінка, щоб грати, тому що вона розумна, зосереджена і допитлива, і вона не вибачається за це. У неї прекрасні стосунки з Фіцем. Вони як би відбиваються одне від одного ".  Після розкриття під час прем'єри другого сезону, що Фіц просто уявляв Сіммонса в епізоді, Генстридж пояснив, що шоураннери "розповідають вам, що потрібно знати, щоб виконати свої сцени, але нічого після цього ви ніколи не знаєте".  Що стосується дизайну костюмів Сіммонса, Фоулі намагалася, щоб її одяг відображав її особистість, не "надто клішируючи... ми змішуємо жорстке з м'яким - поєднуємо жіночі елементи, такі як коміри Пітера, шовкові блузки та квіткові речі, з чоловічими штрихами. як краватки ".  Ава Мірей зображує молодшого Сіммонса. 

## Характеристика
Генстридж розповіла про те, що герої Фітца та Сіммонса були розлучені протягом серіалу, зазначивши, що вони "ніколи не були один без одного. Коли ви бачите їх одне без одного, це привносить абсолютно нову динаміку саме до них як персонажів у відкритті того, що таке бути незалежними ".  Щодо провини Сіммонса через пошкодження мозку Фітца, Генстридж сказала: "Вона відчуває величезну кількість провини. Є багато емоцій. Багато з них обертається навколо Фіца та Уорда. Вона відчуває багато гніву і образи на ситуацію. Коли з кимось, кого ти кохаєш, трапляється щось катастрофічне або виникає ситуація, яка зачіпає людей, яких ти найбільше кохаєш, якщо ти вперше знаходишся на цій посаді, ти ніколи не знаєш, що робити "  Коли ці відносини розвивалися протягом другого сезону, Генстридж сказала: "Я не думаю, що вони повністю усвідомлюють наслідки того, наскільки вони далекі один від одного. Там стільки боляче. Я не думаю, що вони усвідомлюють, чим жертвують, не з'ясовуючи цього "  Говорячи про суворішу сторону Сіммонса, яку спостерігали пізніше у другому сезоні, після розкриття нелюдей та подальшої смерті агента Тріплетта, Генстридж пояснив, що на початку серіалу Сіммонс був "дуже математичним", але протягом першого сезону " зрозумів, що це більше стосується людських стосунків і того, що означає врятувати чиєсь життя ". Тепер, "у неї була травматична подія, і вона повернулася прямо до того, що вона знає, намагаючись зробити все чорно-біле", і тому "Це має сенс [для неї], якщо є ці люди - називайте їх так, як ви хочете; Нелюди —Це причиною руйнування, і ви можете позбутися їх, тоді вони не будуть a destruction[sic]   більше.... Звичайно, це не "так просто". 
Після того, як Сіммонс потрапив у пастку на планеті Мавет на півроку, вона стає "глибоко іншою", а Генстридж описує її як "безумовно все ще її суть - вона не просто повністю змінюється. Але вона пережила стільки. Вона загартована. Їй довелося зіткнутися з речами, яких вона ніколи б не уявила, також сама без Фіца, тому вона точно змінилася, стала сильнішою та пошкодженою ".  Описуючи стосунки, які Сіммонс розвиває з Деніелсом на планеті, і порівнюючи їх із стосунками з Фітцем, Генстридж сказав: "Це дуже вісцерально. Це більш первинно та інтенсивно. Це просто пов’язано з необхідністю вижити у ворожому середовищі, лише мати одне одного на всій планеті. Ставки завжди такі високі, тому це більше фізично, ніж її стосунки з Фітцом. FitzSimmons - це повільний опік, на який йшли роки і роки, і вони пов’язані між собою завдяки інтелекту, тоді як вона та Вілл - це річ типу "ми проти світу".  Після того, як Деніелс помирає, і Сіммонс врешті-решт переходить до Фіца, останніх двоє демонструють, що закінчують свої стосунки через кілька сезонів. "Ми уявляємо, що вони проводять ранок, після того, як багато сміються з того, що щойно сталося", - сказали Уедон і Танчароен. - "Ми хочемо, щоб їхні стосунки були такими, як у їх дружбі, адже всі найкращі стосунки саме такі. Отже, рухаючись вперед, хоча ця зміна їхньої дружби, сподіваємось, лише поглибить їхній зв’язок, вона обов’язково також ускладнить ситуацію " 

## Прийом
Оглядаючи епізод першого сезону "0-8-4", Ерік Голдман з IGN розкритикував відсутність розвитку для більшості головних героїв, зокрема Фіца та Сіммонса, як це було зроблено з пілотним епізодом.  Однак він був більш позитивним, переглядаючи " FZZT ", вихваляючи його за те, що він нарешті дав "вкрай необхідний" розвиток обох.  Генстридж була визнана "Виконавицею тижня" TVLine на тиждень 25 жовтня 2015 року за виступ у " 4722 годинах ", зокрема за те, що сама провела епізод. 

## Інші виступи

### Гра
- Джемма Сіммонс з'являється в цифровій серії Marvel's Agents of SHIELD: Slingshot з Елізабет Генстридж, яка відтворює свою роль.[46]

### Анімація
- Сіммонс, озвучений Генстридж, з'явився в епізоді "Ящірки" в четвертому сезоні "Кінцевої людини-павука".[47][48][49]

### Комікси
- Сіммонс з'являється в " Агенти ЩИТУ: Погоня", [50] пов'язаний комікс для телевізійних серіалів "Агенти ЩИТУ ", який встановлюється між епізодами " Насіння " та " СЛІДИ ", і "зображує невидиму раніше місію Агентів" SHIELD ", оскільки вони розслідують нову зброю та розшукують кривого мільярдера Яна Куїна (який має зв’язки з Ясновидцем та Проєктом: Сороконіжка). [51]
- Вперше Сіммонс з’явилася в загальносвітовій Всесвіті Marvel у SHIELD vol 3 # 1, де її адаптували до коміксу Марк Вейд та Карлос Пачеко. Вона виступає членом команди Філа Коулсона і дочкою неназваного керівника компанії Рокссон. [52] Сіммонс приєднався до команди Коулсона, щоб відновити Меч Уру, древню зброю, що належала Хеймдаллу. Коли було виявлено, що Хеймдалл був одержимий чужорідною породою, команда видаляє його, а Сіммонс аналізує потім.

При спробі знешкодити бомбу, Сіммонс зазнає нападу та зараження невідомим матеріалом. Вона приходить до висновку, що їй залишається жити лише один місяць.  Генрі Хейс / Смерлок дізнається про її стан і запитує її про це. Сіммонс виявляє, що причина, чому вона нікому не сказала, полягає в тому, що вона не хотіла, щоб хтось шкодував її.  Зрештою вона впадає в кому, розкриваючи свій стан працівникам ЩИТУ.  Хейс і Пересмішник розуміють, що найкращий спосіб врятувати їй життя - перетворити її на чергового Смертоноса.  Процедура рятує їй життя, але в дезорієнтованому стані вона починає нападати на своїх колег-агентів. Коулсон прибуває вчасно, щоб звернутися до її людяности, і вона відновлює свій розум. Потім вона дякує Хейсу за те, що врятував їй життя. 

### Відео ігри
- Сіммонс дебютувала у відеоіграх Marvel у фільмі Marvel: Future Fight, де вона виступає як неігровий персонаж. У грі вона здобула ступінь з квантової механіки та системної інженерії в молодому віці. Два роки вона працювала в Stark Industries, перш ніж її викрали Advanced Idea Mechanics.  Після врятування Месників доктор Сіммонс допоможе команді в аналізі мультисвіту. Альтернативна версія всесвіту Джемма Сіммонс, яка стала агентом SHIELD, була додана під час виправлення патчів Agents of SHIELD. [58] [59]
- Сіммонс виступає як граючий персонаж у фільмі Месники Лего Марвела. Сіммонс, разом із 12 іншими персонажами, був доданий до обмеженого пакета DLC з Агентами ЩИТУ. [60]
- Сіммонс виступає як граючий персонаж в Академії Месників Marvel. [61]